# イクレア (小惑星)
イクレア (286 Iclea) は小惑星帯にある大きな小惑星の一つ。
1889年8月3日にウィーンでヨハン・パリサによって発見され、フランスの天文学者にして小説家であるカミーユ・フラマリオンの著書の登場人物にちなんで命名された。